# جالو (لیبی)
جالو (به عربی: جالو) یک منطقهٔ مسکونی در لیبی است که در استان واحات واقع شده‌است. جالو ۷٬۹۶۳ نفر جمعیت دارد.